# Natatolana rusteni
Natatolana rusteni är en kräftdjursart som beskrevs av Keable 2006. Natatolana rusteni ingår i släktet Natatolana och familjen Cirolanidae. Inga underarter finns listade i Catalogue of Life.